# Beddomeia launcestonensis
Beddomeia launcestonensis é uma espécie de gastrópode  da família Hydrobiidae.
É endémica da Austrália.